# Guillaume de Villaret

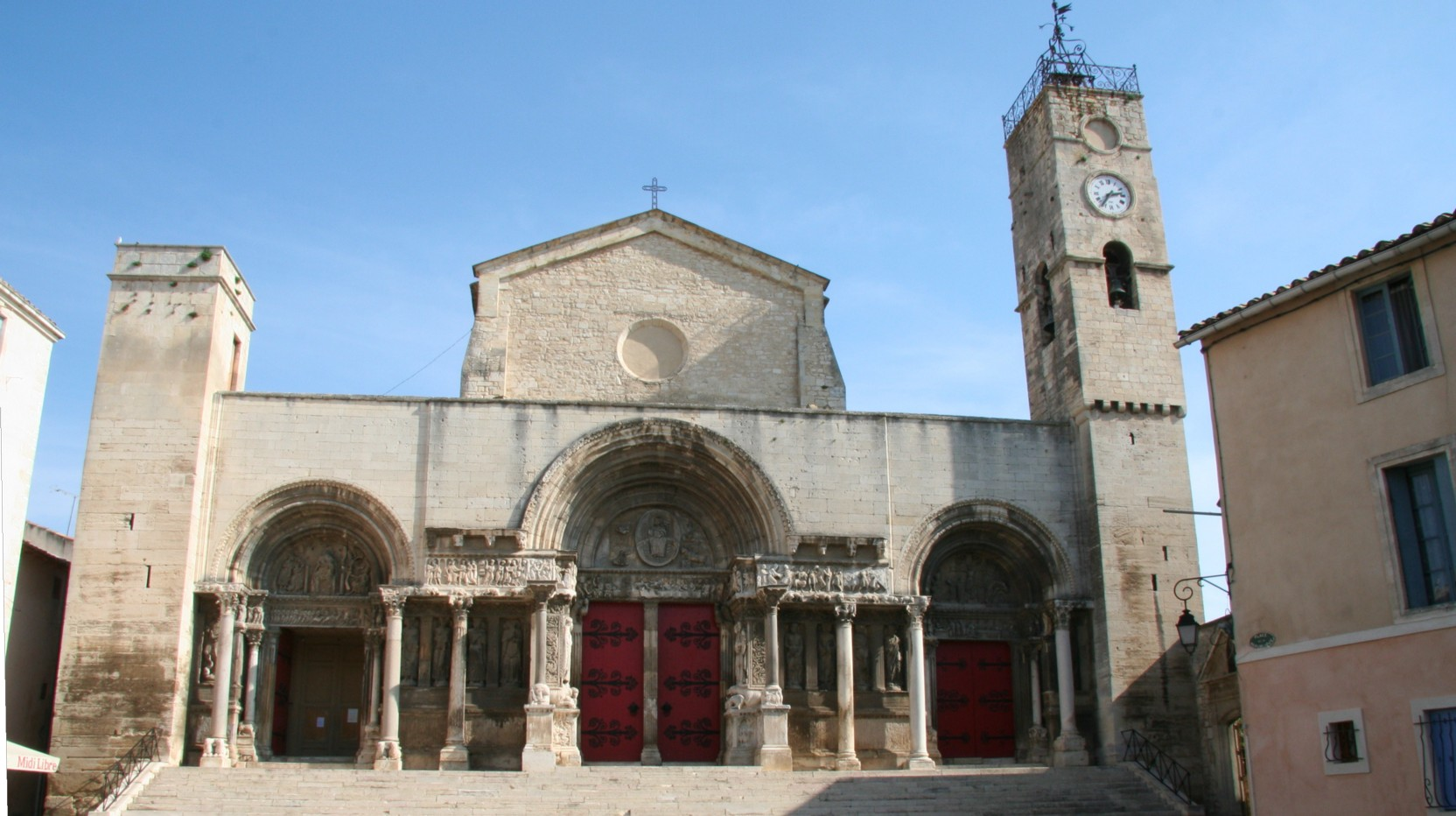
Abadia de Sant Geli, seu del priorat del Llenguadoc

Guillaume de Villaret (Guilhèm del Vilaret en occità) fou el 24è Mestre de l'Hospital des del 1296 fins al 1305, data de la seva mort. Fou escollit pel seu prestigi com a bon administrador i en va ser un reformador. Creia que era més convenient defensar dels musulmans les rutes del sud d'Occident (Hispània, Alvèrnia, Itàlia), però els cavallers de Xipre no acceptaven donar per perduda Terra Santa i el van convèncer d'emprendre nous atacs juntament amb els templers mentre el papa convocava una nova croada. Fins i tot va acceptar una coalició amb els mongols contra els musulmans, però els plans no van sortir bé.

## Orígens familiars
Membre de la família Villaret, Guillaume de Villaret va néixer en el castell familiar del senyoriu d'Allenc, que pertanyia al comtat de Gavaldà i s'estenia des del Mont Lozère fins a la baronia de Tournel. En aquest territori els cavallers hospitalers tenien una comanda anomenada Gap-Francès.
Guillaume tenia un nebot, que considerava com a germà, i un oncle els quals eren membres de dins l'ordre de Sant Joan de Jerusalem. El nebot, anomenat Foulques de Villaret, fou almirall de l'ordre el 1299, després ascendí a gran preceptor el 1302, i més endavant lloctinent de Guillaume el 1303 abans de ser nomenat gran mestre el 1305; l'oncle, també dit Foulques de Villaret, era capellà de la comanda hospitalària de Millau entre el 1239 i el 1260.

## Ingrés en l'orde
Tot just ingressar en l'orde dels hospitalers, l'octubre del 1266, li van encomanar la tasca de conservador, encarregat de la bugaderia de l'abadia de Sant Geli. El 1269 fou nomenat lloctinent del prior i el 1970 fou escollit prior, càrrec que ocupà fins al 1296.

## El primer regent del comtat de Venaissin

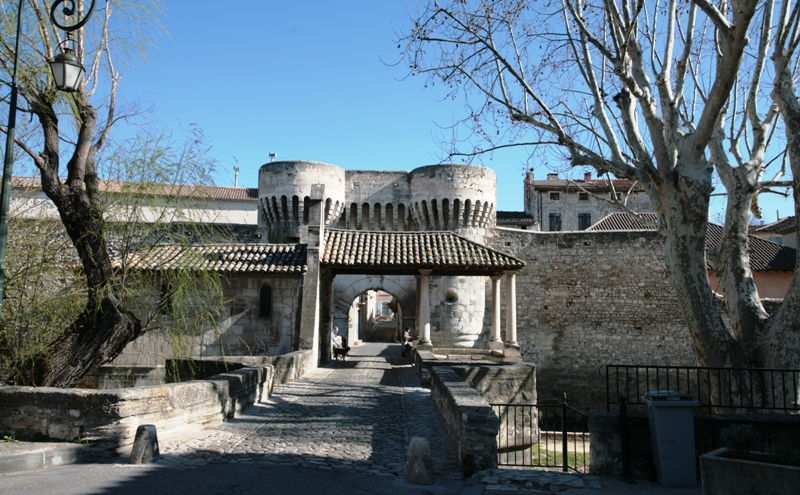
Pernes-les-Fontaines, primera capital del Comtat Venaissin

Villaret era el prior de Sant Geli del Llenguadoc quan, per afirmar el seu poder sobre el comtat de Venaissin, davant les reivindicacions del rei Felip III de França, el papa Gregori X el va nomenar rector del comtat de Venaissin, el 27 d'abril del 1274.
Immediatament, el prior es va dirigir al lloc per controlar amb els seus cavallers totes les places d'aquest comtat pontifical. Va instal·lar dos cavallers a cada castrum. Ell mateix va prendre el govern personalment de Pernes-les-Fontaines i Beaumes-de-Venise, llocs on va residir.
Pierre Rostaing, bisbe de Carpentras, fou el primer que li va retre homenatge, com a representant del papa al Comitatus Venaissini. Aquest homenatge formava part de les obligacions d'aquest bisbat.
El 1275, Guillaume va convocar els tres bisbes del comtat i els nobles a una assemblea per tal d'adoptar uns nous estatuts. No se sap exactament la data de l'acabament de les seves funcions com a rector del comtat, devia ser entre el 29 de març del 1284 i el 19 d'octubre del 1287.
El 1277 va esdevenir conseller del rei de Sicília Carles I d'Anjou, funció que també tindria amb el seu fill Carles II.

## Mestre de l'Orde de l'Hospital
El 1296 va ser elegit 24è Mestre de l'Orde de Sant Joan de Jerusalem. Va ser elegit sense la seva presència a Orient, on estaven especialment preocupats per restablir l'orde i la disciplina. Però el primer que va fer fou anar a veure els priors d'Alvèrnia i Provença, ja que havent perdut Terra Santa, pensava establir la seu de l'orde a Occident.
En aquesta època va donar permís a la seva germana Jourdanie per fundar el priorat de Fieux, a Aissendolús (Occitània).
Com més demorava el trasllat a Xipre més augmentava el descontentament a l'illa. Guillaume convocà un capítol a Marsella el 1297 en què li van retreure la manca d'interès en assumir el càrrec de gran mestre, però va prometre reunir un capítol general l'agost del 1299. Quan Joan de Toulousse arribà a Limassol, com a enviat de Guillaume, amb una carta que els convocava a Avinyó l'1 d'agost del 1930 els cavallers estaven molt decebuts i van enviar una ambaixada formada per Guillaume de Chaus i Jean de Laodicée, per convèncer Villaret d'anar a Xipre. Finalment, els arguments legals presentats pels ambaixadors guanyaren i el nou capítol es reuní el 5 de novembre del 1300 a Limassol, data en què fou confirmat en el títol.

## La reorganització de l'orde
Una de les primeres tasques a què es dedica Guillaume de Villaret fou la de reduir el poder adquirit pel Capítol General. Però ràpidament es comprometé a donar el màxim poder als seus membres. A més, volia tornar als principis fundadors de l'ordre i a la primitiva vida dels cavallers. Per tant, produí ordenances destinades a restablir el rigor de la indumentària, i especialment per respectar amb més precisió el marc de la vida conventual.
El 1301, es va establir una divisió administrativa de les possessions de l'orde a Occident, d'acord amb un decret del capítol. Aquest desglossament es basava en la noció de llengua hospitalària, una manera d'agrupar els cavallers en comandes per afinitats lingüístiques. Les set llengües que formà van ser: 
la de Provença (amb els priorats de Tolosa de Llenguadoc i Sant Geli), la de França (amb els priorats de Corbeil, Angers i la de Voulaines), la de l'Alvèrnia (amb la comanda de Borgonnuòu), la d'Aragó (amb les comandes d'Amposta, Zizur, Barcelona, Consuegra i Crato), la d'Itàlia (amb Asti, Venècia, Pisa, Roma, Càpua, Barletta i Messina), la d'Anglaterra (amb Clerkenwell i Kilmainham) i la d'Alemanya (Heitersheim, Praga, Antvoskov, Vrana i Sonnenburg).

## Lluita contra el soldà d'Egipte
Guillaume de Villaret es va adonar que la reconquesta de Terra Santa era una tasca gairebé impossible, ja que els exèrcits musulmans eren molt més nombrosos que els cristians, per la qual cosa es va plantejar juntament amb Jacques de Molay Gran Mestre dels templers, acceptar de fer una aliança amb mongols de Pèrsia establerts a la zona. El kan Mahmud Ghazan envià un ambaixador a Nicòsia i va ser rebut per Enric II de Xipre, aquest va acordar amb Villaret i Molay enviar una petició de col·laboració al papa. Amb la unió d'aquests tres exèrcits: hospitalers, templers i mamelucs haurien aconseguit un contingent de 1300 guerrers.
Mentre consultaven amb el papa, i com a mostra de bona voluntat envers el kan, els cavallers de Xipre van encetar una operació conjunta contra Alexandria i Rosetta, ciutats que van capturar més un important botí. El cap dels mongols els invità a desembarcar a Armènia i des d'allà emprendre un atac junts. Tres-cents cavallers de les dues ordres van salpar, comandats per Molay i Villaret, cap a les costes de Síria i van prendre per assalt l'illa d'Arwad, per convertir-la en punt de sortida de propers atacs. Després van prendre Tortosa i van capturar molts musulmans, els quals van vendre com a esclaus a Armènia. Encara esperaven l'arribada dels mongols quan els musulmans van recuperar Arwad, però Mahmud Ghazan no es va presentar perquè en aquell moment havia de fer front a una revolta dins dels seu estat, i els cavallers cristians es van veure obligats a retirar-se.

## Mort i successió
Guillaume de Villaret va morir a Limassol entre el 23 de novembre del 1304 i el 3 de novembre del 1305. El seu nebot Foulques de Villaret fou qui el va succeir en el magisteri de l'orde.